# Tel Aviv Open 1995
Il Tel Aviv Open 1995 è stato un torneo di tennis giocato sul cemento. È stata la 16ª edizione del torneo, che fa parte della categoria World Series nell'ambito dell'ATP Tour 1995. Si è giocato al Israel Tennis Centers di Ramat HaSharon vicino a Tel Aviv in Israele dal 9 al 16 ottobre 1995.

## Campioni

### Singolare maschile
Ján Krošlák ha battuto in finale  Javier Sánchez con il punteggio di 6–3, 6–4

### Doppio maschile
Jim Grabb /  Jared Palmer hanno battuto in finale  Kent Kinnear /  David Wheaton con il punteggio di 6–4, 7–5